# Nathaniel Upham
Nathaniel Upham (* 9. Juni 1774 in Deerfield, Rockingham County, New Hampshire Colony; † 10. Juli 1829 in Rochester, New Hampshire) war ein US-amerikanischer Politiker. Zwischen 1817 und 1823 vertrat er den Bundesstaat New Hampshire im US-Repräsentantenhaus.

## Werdegang
Nathaniel Upham besuchte nach einer guten Grundschulausbildung die Phillips Exeter Academy in Exeter. Danach war er in mehreren Städten New Hampshires im Handel tätig. Ab 1802 war er in Rochester ansässig. Er war Mitglied der Demokratisch-Republikanischen Partei und von 1807 und 1809 Abgeordneter im Repräsentantenhaus von New Hampshire. Zwischen 1811 und 1812 gehörte er dem Beraterstab des Gouverneurs an.
Bei den Kongresswahlen des Jahres 1816, die staatsweit abgehalten wurden, wurde Upham für das zweite Abgeordnetenmandat von New Hampshire in das US-Repräsentantenhaus in Washington gewählt. Dort trat er am 4. März 1817 die Nachfolge von Charles Humphrey Atherton von der Föderalistischen Partei an. Nach zwei Wiederwahlen konnte Upham bis zum 3. März 1823 drei zusammenhängende Legislaturperioden im Kongress absolvieren. In diese Zeit fiel die Übergabe von Florida von Spanien an die Vereinigten Staaten. Während Uphams Zeit im Kongress wurden außerdem die Staaten Mississippi, Illinois und Alabama Bundesstaaten der USA.
Im Jahr 1822 verzichtete Nathaniel Upham auf eine weitere Kandidatur. Er kehrte nach Rochester zurück, wo er sich mit Bildungsfragen befasste. Dort ist Upham am 10. Juli 1829 auch verstorben.